# Tomos
Tomos, et akronym for TOvarna MOtornih koles Sežana, slovenensk for Motorcykelvirksomheden Sežana, er en knallert- og scooterfabrikant fra Koper i Slovenien. Tomos overtog i 1954 licensrettigheder fra Puch til at producere knallertmodeller med Tomos-mærket. Tomos har sidenhen produceret forskellige varer til det østeuropæiske marked, inklusive motorcykeler, Knallerter, påhængsmotorer, både og biler, inklusive Citroën og Renault-biler til hjemmemarkedet.
Tomos-knallerter fremstilles siden 1966 også i Epe i Holland. Det er den sidste knallertfabrik i Holland.